# Gimnasio Nataniel
El Gimnasio Nataniel, también denominado Sabino Aguad Kunkhar, fue uno de los principales recintos de baloncesto en Chile. Se ubicaba en la intersección de las calles Nataniel Cox y Alonso de Ovalle, en la ciudad de Santiago, Chile. Los arquitectos a cargo de su construcción fueron Manuel Vélez Samaniego y Eduardo Kapstein. En sus dependencias, se desarrollaron eventos deportivos de nivel internacional.

## Historia
Diseñado por los arquitectos Manuel Vélez Samaniego y Eduardo Kapstein, el gimnasio también recibió el nombre de Sabino Aguad Kunkhar, en homenaje al otrora presidente de la Federación de Básquetbol de Chile, de reconocida trayectoria a nivel nacional e internacional. El 17 de julio de 1960, se jugó un encuentro entre Universidad Católica y Sirio, con triunfo para los cruzados por 69-59. En dicha oportunidad, hubo música a cargo de una banda militar y discursos de autoridades, entre ellas el propio Aguad.
En el recinto se desarrolló el Campeonato Sudamericano de Baloncesto Femenino de 1960, donde las seleccionadas chilenas se consagraron campeonas por cuarta vez en su historia. Dos años más tarde, el Gimnasio Nataniel fue sede del Campeonato mundial de hockey sobre patines masculino de 1962, en el cual Portugal obtuvo el título. En 1968, volvió a recibir el Sudamericano de baloncesto femenino. En esa edición, Brasil logró el título y las chilenas fueron subcampeonas.
En el ámbito local, fue escenario de finales de la División Mayor del Básquetbol de Chile, DIMAYOR, como ocurrió en la temporada 1997, en la cual Universidad de Concepción derrotó a Colo-Colo.

### Venta
De acuerdo a lo informado por Miguel Herrera, presidente de la Federación de la época, el Nataniel fue vendido en 1 095 000 217 de pesos el 4 de agosto de 2006. Pese a que el dirigente justificó el desembolso del dinero obtenido en la transacción, aludiendo a remodelaciones y gastos en la organización de torneos, la rendición de estos montos dieron lugar a críticas y sospechas. Años más tarde, Herrera calificó la negociación como "el error más grande" que cometió en su vida.